# سيمون شاهين
سيمون شاهين (بالإنجليزية: Simon Shaheen)‏ ملحن وموسيقار عربي ولد في ترشيحا بالجليل الأعلى في فلسطين التاريخية عام 1955، وهو ملحن عود وكمان فلسطيني ويحمل الجنسية الإسرائيلية وحاز درع «التراث القومي» في التسعينيات من البيت الأبيض.

## حياته
في سن الثانية انتقل مع عائلته إلى حيفا، وكان يقضي عطل نهاية الأسبوع في ترشيحا وهي بلدة عربية، ويذكر أن سيمون من عائلة موسيقية حيث أن والده حكمت كان أستاذ في الموسيقى وعازف وملحن واخيه نجيب كان يصنع الآت العود وأخواته لور وتريز كانتا تغنيان.  التحق سيمون في معهد الموسيقى في حيفا ودرس آلة الكمان ثم التحق بالأكاديمية الموسيقية في القدس ودرس التأليف الموسيقى وتخصّص بآلة الكمان ثم حصل على منحة في منهاتن من جامعة كولومبيا بالولايات المتحدة

## مسيرته الفنية
أسس سيمون في بداية التسيعينات فرقة اسماها القنطرة تقوم على دمج بين الموسيقى العربية والموسيقى الغربية. أسس سيمون شاهين في بوسطن في الولايات المتّحدة الأمريكية جمهورًا ومؤسسات جذبت محبّي الموسيقى العربية في العالم وفي الولايات المتحدة وكان له الفضل بإخراج هذه الموسيقى من الأندية الليلة والتي كانت الممثل الوحيد للتعريف بالموسيقى العربية في تلك البلاد، وكان سيمون شاهين قد انخرط بالسلك الأكاديمي (معهد بيركلي للموسيقى)، التي تواصلت معه بعد أن ذاع صيته بين الموسيقيين مع «الفرقة الموسيقية الشرق أوسطية» التي أسّسها، من خلال عمله في جامعة بيركلي عمل على جذب الطلّاب من فلسطين والعالم العربي وخصوصا العازفين على آلات الوترية لكلية الموسيقى. وكما ويشرف شاهين على منتجع الموسيقى العربية "Arabic Music Retreat" الذي أقامه عام 1998 يقع في منطقة هادئة في بوسطن تقام به ورش سنوية تعنى بتعليم الأجانب والعرب الموسيقى العربية نظريًا ويشرف على الدراسات النظرية علي الراسي، ويقام في المعهد جلسات سماع وعزف ويستقبل المعهد كلّ سنة فنانًا عربية للاحتفال النهائي.

## روابط خارجية
- سيمون شاهين على موقع ميوزك برينز (الإنجليزية)
- سيمون شاهين على موقع أول ميوزيك (الإنجليزية)
- سيمون شاهين على موقع ديسكوغز (الإنجليزية)